# Siddheswor (Achham)
Siddheswor (nep. सिद्धेश्वर) – gaun wikas samiti w zachodniej części Nepalu w strefie Seti w dystrykcie Achham. Według nepalskiego spisu powszechnego z 2011 roku liczył on 917 gospodarstw domowych i 4168 mieszkańców (2184 kobiety i 1984 mężczyzn).